# Alto Senegal e Níger
O Alto Senegal e Níger (em francês:  Haut-Sénégal et Niger) foi um território colonial francês da África Ocidental Francesa entre (21 de outubro de 1904 e 1 de dezembro de 1921). Foi criado a partir de porções de Senegâmbia e do Níger por decreto. A sua capital era Bamaco.
A partir de 1 de janeiro de 1921, data de entrada em vigor do decreto de 4 de dezembro de 1920 portador de denominação das colónias e territórios que compõem o Governo geral da África Ocidental Francesa, o Alto Senegal e Níger tomariam o nome de Sudão Francês.